# Frontiers Records
Frontiers Records – włoska wytwórnia płytowa wydająca płyty rockowych artystów. Powstała w 1996 roku w Neapolu z inicjatywy Serafino Perugino.
W katalogu wytwórni znajdują się m.in. takie zespoły i wykonawcy jak: Jeff Scott Soto, Joe Lynn Turner, Praying Mantis, Pretty Maids, Ring of Fire, Robin Beck, Saint Deamon, Styx, Dan Reed Network, Revolution Saints, Last in Line, Burning Rain, Trick or Treat, Resurrection Kings, Sunstorm, Survivor, Toto, czy John Wetton.